# Gens Cedicia

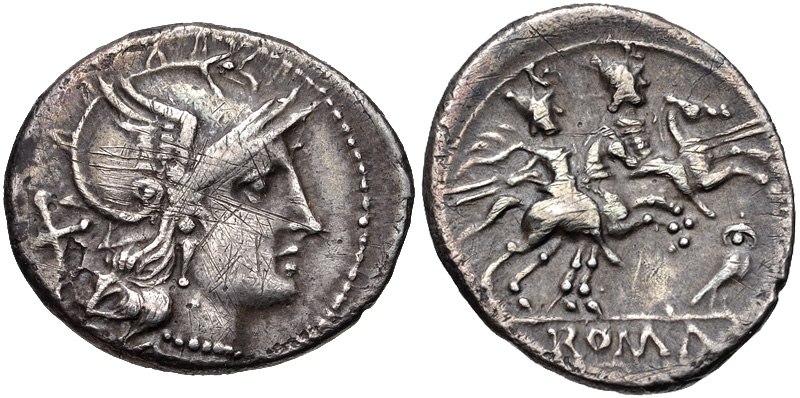
Denario posiblemente mentado en honor a Quinto Cedicio Noctua, entre los años 194-190 a.C.

La gens Cedicia fue una familia de plebeyos de la Antigua Roma. Los primeros miembros de esta gens alcanzaron prominencia en las décadas tempranas de la República, pero el primero que obtuvo el consulado fue Quinto Cedicio Noctua en 289 a. C.. La familia desapareció de la vida pública durante la República más tardía, pero uno de los Caedicii fue conocido por Juvenal, que vivió a finales del siglo I.

## Praenomina utilizados por la gens
Los Caedicii utilizaron los praenomina comunes Lucius, Gaius, Marcus, y Quintus.

## Ramas y cognomina de la gens
El único cognomen de esta gens es Noctua. Parece haber sido un cognomen personal, ya que no fue llevado por Caedicii posteriores.  Otros miembros de la gens no llevaron ningún apellido.